# 臺灣的罌粟
臺灣的罌粟在現存資料之記錄，鴉片和罌粟植物似乎都是從海外傳來。臺灣雖然現今已少見罌粟植物，更在法令管制下，禁止相關鴉片罌粟的種植，或種子的攜入。但回溯到晚清及日治時期，卻在人為的引進之下，曾有一段嘗試種植罌粟的歷史。

## 鴉片罌粟
罌粟（Poppy）是製造鴉片，必然需有原料，雖然罌粟植物有多達數百種，但並非每一種皆能提煉鴉片，只有「鴉片罌粟」可以提煉出較多的鴉片。罌粟科植物廣泛分佈在全世界溫帶和亞熱帶地區，而生產可提煉鴉片的鴉片罌粟產地以印度、土耳其、中國，及泰國、寮國、緬甸邊境的「金三角」地區等為主要種植地區。未提煉的「生鴉片」即係從自罌粟成熟蒴果經割傷果皮後，滲出之白色乳汁乾燥凝固而得。含鴉片生物鹼約25種。鴉片的魔力，正是來自於它之中的有效成分—嗎啡（C17H19O3N）。嗎啡是一種生物鹼，生物鹼是一種有機化合物，其中含有許多具有毒性、刺激性及止痛效果。

## 動機
在臺灣種植罌粟來自行提煉鴉片，其動機可能是為了更多的利潤，或是在避免過多的銀兩因鴉片交易而流出海外。
在19世紀下半葉，臺灣北中南各有零星地區種植罌粟。

## 鴉片入台
鴉片何時傳入臺灣，有著兩種說法：

第一說指出，荷蘭占領爪哇，輸入鴉片，並傳入鴉片吸飲之風。當時只有當地的住民吸食，後來移居當地的華人也跟吸食，並懷煙土回中國，依法製煙，流毒漳泉、廈門。之後，臺江內海一帶被納入中國版圖，鴉片吸食之風習繼而蔓延及臺，在康熙末年時，已有專設之鴉片館。清代的資料多持此說。
第二說則認為，有說法指出可能係荷蘭佔領安平時(1624～1661)，將鴉片帶到臺灣，再將鴉片傳至日本、中國，臺灣反而成為鴉片大量輸入中國的第一站。 此說以日本人的紀錄為主，連橫的臺灣通史亦持此說，但卻不見於清代的相關記錄。臺灣通史之說為：「臺灣之阿片，始於荷蘭之時。荷人貿易以此為巨，消售閩、粵兩省，漸乃及於內地。」但後面卻提到：「當明之際，華人已有吸用，然僅以為藥……」 似乎又是說在荷蘭人之前，中國已經有人在吸食鴉片，唯僅是以藥用為目的，有所矛盾。這種說法可能是日本人領有臺灣後，鑑於臺灣漢人鴉片吸食的嚴重，或因此而有如此的推想，但亦有學者質疑此說，而認為或許至明鄭時期方引入。

## 臺灣鴉片問題
隨著十六世紀以降，鴉片因具有重量輕、單價高的優點，歐洲人將鴉片當作貿易品傳播，在取得方便而過度吸食的情況，黑色的鴉片的性質也逐漸轉向具有危害性質的毒品。臺灣亦不免於此波「黑潮」之風潮，從十八世紀開始，就已有相關吸食鴉片之記載。

至18世紀初時，鴉片問題已經是臺灣社會上一個不安定的因素。因朱一貴事件於1722年來臺的藍鼎元（1680～1733），對於清初鴉片的吸食，有著如下的詳盡描述
鴉片撰不知始自何來。煮以銅鍋，撰筒如短棍。無賴惡少，群聚夜飲，遂成風俗。飲時以蜜糖諸品及鮮果十數碟佐之。誘後來者，初赴飲不用錢，久則不能自己，傾家赴之矣。能通宵不寐，助淫慾。始以為樂，後遂不可復救。一日輟飲，則面皮頓縮，唇齒齞露，脫神欲斃。復飲乃愈。然三年之後，無不死矣。聞此為狡黠島夷，誑傾唐人財命者……愚夫不悟，傳入中國已十餘年，廈門多有，而臺灣特甚，殊可哀也！
隨著鴉片的大量運銷入台及氾濫流傳，至十八世紀中期，吸食鴉片的情況更為嚴重，吸食時是「百餘口至數百口為率」，蔓延全臺，時人就感嘆「印度所產阿芙蓉膏，俗名鴉片土，流毒幾璤寰宇，臺人嗜者尤多。」

## 歷年臺灣鴉片輸入額表
| 年次 | 純輸入(斤) |
| ---- | ---------- |
| 1864 | 99,700     |
| 1865 | 228,800    |
| 1866 | 254,200    |
| 1867 | 258,600    |
| 1868 | 203,300    |
| 1869 | 257,100    |
| 1870 | 289,700    |
| 1871 | 328,000    |
| 1872 | 334,100    |
| 1873 | 359,300    |
| 1874 | 416,900    |
| 1875 | 415,900    |
| 1876 | 451,800    |
| 1877 | 508,200    |
| 1878 | 470,100    |
| 1879 | 555,200    |
| 1880 | 579,600    |
| 1881 | 588,072    |
| 1882 | 459,648    |
| 1883 | 401,833    |
| 1884 | 357,772    |
| 1885 | 377,506    |
| 1886 | 454,567    |
| 1887 | 424,794    |
| 1888 | 464,293    |
| 1889 | 473,487    |
| 1890 | 504,276    |
| 1891 | 558,200    |
| 1892 | 514,100    |
| 1893 | 468,700    |
| 1894 | 390,900    |
| 1895 | 172,900    |

## 資料來源
1. ↑  丁紹儀，《東瀛識略》(台文叢2種，1946；1873原刊)，頁112。
2. ↑  資料來源：林朝成等，1998，《安平區誌》下冊，第704頁，台南市安平區公所。
3. ↑  . paperupload.nttu.edu.tw.   [2018-12-07]. （原始内容存档于2018-12-09）.
4. ↑  . 博客來: 17.   [2018-12-07]. （原始内容存档于2019-03-30）.